# De otro mundo (canción)
«De otro mundo» (From Another World) es una canción de Lourdes Fernández, lanzada alrededor de la Argentina durante el primer cuarto del año 2007, como el primer sencillo, del álbum De otro mundo.
De otro mundo se posicionó número uno en prácticamente todas las listas musicales, y se convirtió en uno de los sencillos más populares del 2007.
| CD-SINGLE |               |               |       |
| 1         | De otro mundo | Album Version | 03:43 |

## Repercusión
De otro mundo logró posicionarse en el puesto número uno de Los 10+ pedidos de la MTV, logrando mantenerse cuatro meses en el ranking, logrando así posicionarse el Número Uno, más de tres veces.